# Эвенор и Левкиппа
Эвенор и Левкиппа, согласно трудам Платона Критий и Тимей являлись первыми жителями Атлантиды, родителями Клейто и соответственно прародителями атлантов. По сообщению Платона Эвенор наряду с «другими мужами» был порождён на Атлантиде самой Геей, о происхождении Левкиппы ничего не уточняется. Пара вместе с дочерью жила в центре острова, в пятидесяти стадиях от берега моря. Эвенор и Левкиппа умерли, оставив Клейто сиротой, после чего Посейдон, который не рискнул при жизни Эвенора взял Клейто в жёны, основал на острове династию.
Порождение Эвенора землёй (Геей) сходно с происхождением Алалкомена — первочеловека из древнегреческих мифов.
Имя Эвенор с древнегреческого языка переводится как хороший или храбрый человек.